# 菟玖波集
『菟玖波集』（つくばしゅう）は、南北朝時代に撰集された准勅撰連歌集。巻数は20巻。句数は2190句。以上の構成は、勅撰和歌集の部立てに倣ったものである。

## 概要
二条良基が連歌師の救済の協力を得て撰集し、1356年（延文元年）に成立、翌1357年（延文2年）閏7月11日に勅撰に准ぜられ、最初の准勅撰連歌集となった。連歌集の成立及び准勅撰の指定については佐々木道誉の力添えが大きかったことから、出詠者には皇室・公家のほか足利尊氏・義詮・佐々木道誉などの武家が多く含まれている。古来からの連歌も収められ、連歌の変遷を見ることができる。また、この連歌集の撰出により連歌が和歌から独立し、独自の文化としての地位を占めるようになった。作者名の明らかな者は450名で鎌倉期以後の作者が大部分を占めている。
上位入集者5名はすべて現存者であってこの集を成立させるのに功あった面々であった、すなわち救済(127句)・二品法親王尊胤(90句)・二条良基(87句)・佐々木道誉(81句)・足利尊氏(68句)である。